# Cinzia Rampazzo
Cinzia Rampazzo (Padova, 4 luglio 1961) è una politica ed ex nuotatrice italiana.

## Biografia

### Nuoto
Ha preso parte a due edizioni dei Campionati mondiali di nuoto (1975 e 1978), ottenendo come miglior risultato il quinto posto nei 200 farfalla nel 1978, e ad una edizione dei Campionati europei di nuoto nel 1977. Inoltre ha preso parte a due edizioni dei Giochi del Mediterraneo nel 1975 e nel 1979 e ad una edizione delle Universiadi sempre nel 1979.

### Politica
Dal 16 giugno 2014 al 12 novembre 2016 è stata assessore allo sport del Comune di Padova della giunta di Massimo Bitonci.